# Гетен
Гетен (укр. Гетен, венг. Hetyen) — село в Косоньской сельской общине Береговского района Закарпатской области Украины.
Население по переписи 2001 года составляло 761 человек. Почтовый индекс — 90222. Телефонный код — 03141. Занимает площадь 1,278 км². Код КОАТУУ — 2120488002.

## История
В 1946 году указом ПВС УССР село Гетин переименовано в Липово.
В 1995 году селу возвращено историческое название